# Гасселт (футбольний клуб)
«Хасселт» (нід. KSC Hasselt) — колишній бельгійський футбольний клуб з однойменного міста, заснований 1906 року. У 2001 році припинив своє існування після об'єднання. 

## Історія
Клуб було створено 1906 року під назвою «Ексельсіор» (фр. Excelsior Football Club Hasselt). У 1911 році він вперше брав участь у національних змаганнях і став виступати у другому дивізіоні, де грав три сезони, до Першої світової війни. В подальшому команда тривалий час балансувала між другим і третім дивізіоном країни.
У 1964 році «Ексельсіор» об'єднався з командою «Хасселтсе», заснованою в 1916 році (реєстраційний номер 65). Новий клуб отримав назву «Спортінг» (фр. Sporting Club Hasselt) і продовжив грати під реєстраційним номером 37. Клубні кольори стали зелено-біло-синіми. Клуб стартував у четвертому дивізіоні і закінчив сезон другим та вийшов до третього дивізіону. У 1977 році клуб виграв і цей дивізіон, знову підвищившись у класі.
У сезоні 1979/80 клуб дебютував у вищому дивізіоні країни, але закінчив сезон останнім і знову вилетів до другого дивізіону, де грав аж до 1989 року. 
У 1996 році клуб був відправлений у четвертий дивізіон, куди клуб не опускався протягом 30 років, через неоплачені борги перед національною федерацією. Два роки по тому він був відправлений до регіональних ліг після 41 сезону в національних дивізіонах.
2001 року клуб об'єднався з командою «Кермт» (фр. KSK Kermt) і став називатись «Кермт-Хасселт» (фр. KS Kermt-Hasselt). Втім клуб взяв реєстраційний номер останньої команди (3245), а номер «Хасселта» (37) був ліквідований.. 

## Історія зміни назв
- Excelsior FC Hasselt (1906–1933)
- Royal Excelsior FC Hasselt (1933–1964)
- Koninklijke Sporting Club Hasselt (1964–2001)

## Відомі гравці
| - Рене Вандерейкен - Ніколас Хойдонкс - Ебріма Ебу Сілла - Горст Бланкенбург - Петер Рессел - Арсен Не | - Душан Галіс - Ян Швеглік - Ярослав Нетолічка - Йозеф Мазура - Ростіслав Вацлавічек |

## Відомі тренери
- Йозеф Масопуст (1980–1984)

## Досягнення
- Переможець третього дивізіону Бельгії: 1930, 1938, 1977